# S Tennis Masters Challenger 1992
L'S Tennis Masters Challenger 1992 è stato un torneo di tennis facente parte della categoria ATP Challenger Series nell'ambito dell'ATP Challenger Series 1992. Il torneo si è giocato a Graz in Austria dal 17 al 23 agosto 1992 su campi in terra.

## Vincitori

### Singolare
Guillermo Pérez Roldán ha battuto in finale  Karel Nováček con il punteggio di 3–6, 6–2, 7–5

### Doppio
David Prinosil /  Richard Vogel hanno battuto in finale  Robert Novotny /  Milan Trněný con il punteggio di 6–3, 6–4